# مارکو فریدل
مارکو فریدل (آلمانی: Marco Friedl؛ زادهٔ ۱۶ مارس ۱۹۹۸) بازیکن فوتبال اهل اتریش است که در پست دفاع چپ به‌طور قرضی از بایرن مونیخ برای باشگاه ورزشی وردر برمن در بوندس‌لیگا بازی می‌کند.